# Halls of Dimension
Albums de Buckethead
Worms for the Garden
(2013) Feathers
(2013)
Halls of Dimension est le 57e album de Buckethead et le 27e volume de la série « Buckethead Pikes »,. Il fut offert le 18 septembre 2013 en version numérique et en version limitée (300 exemplaires) consistant d'un album à pochette vierge dédicacée et numérotée de 1 à 300 par Buckethead.
Une version standard a été annoncée, mais n'est toujours pas disponible.

## Liste des titres
| 1.    | McDougal Street                       | 7:39 |
| 2.    | Halls of Dimension Part One - Hall 1  | 3:37 |
| 3.    | Hall 2                                | 3:18 |
| 4.    | Hall 3                                | 3:23 |
| 5.    | Hall 4                                | 2:07 |
| 6.    | Hall 5                                | 3:42 |
| 7.    | Part Two - Falling Through the Vacuum | 5:51 |
| 8.    | Suns Set                              | 2:26 |
| 32:03 |                                       |      |